# Huby Ruszczyńskie
Huby Ruszczyńskie – kolonia w Polsce położona w województwie łódzkim, w powiecie radomszczańskim, w gminie Kamieńsk.

## Historia
W latach 1975–1998 miejscowość administracyjnie należała do województwa piotrkowskiego.